# 中和華新街商圈
中和華新街商圈，又被稱作緬甸街，位於台灣新北市中和區，以華新街1號（興南路）至99號（忠孝街）為範圍，與台北捷運南勢角站和中和興南夜市僅有10分鐘的路程，有區公所專屬免費公車自捷運南勢角站接駁。華新街是全台灣最大型的緬甸華人聚落，故以南洋風味美食聞名，目前已逐漸形成一個具異國特色的商圈，平日以在臺緬甸人為主，假日則以外來客為主。每年「潑水節」活動為商圈重要節慶。

## 簡介
中和華新街的緬甸華人移民多半因1960年代以來緬甸的經濟、教育政策，而選擇移民到台灣，在此落腳。1980年代，華新街才逐漸形塑成一個以緬甸華人為主的社群地景，街上小吃店多販賣緬甸、雲南、廣東口味料理。同時華新街也成為在台緬甸華人的宗教信仰中心，華人在緬甸信仰南傳佛教（上座部佛教），華新街周圍亦有許多佛堂、弘法會，不時有緬甸僧侶來此交流、宣揚佛法。
2010年代，新北市為了發展觀光，將華新街整建為「南洋觀光美食街」，於街頭街尾設立「南洋觀光美食街」牌，並統一華新街店家招牌。新北市政府也於每年四月中旬於華新街舉辦大型潑水節活動，吸引觀光人潮。唯2020年因應嚴重特殊傳染性肺炎疫情（COVID-19），新北市政府宣布潑水節停辦一年。
不只是政府開始對移民街道重視，近幾年，也開始有民間團體對華新街展開文化導覽、故事保存之工作。南洋台灣姐妹會、燦爛時光東南亞主題書店均舉辦過華新街文化導覽。2018年華新街在地緬甸華人居民楊萬利創立《Mingalar Par緬甸街》（页面存档备份，存于）文化刊物，開始以民間的力量，記錄華新街緬甸華人移居台灣的歷史與故事。
- 華新街販售傳統緬式食品的攤商
- 緬甸商店『曼第一』（မန်းသီရိ）
- 華新街華語、緬語並用的告示
- 華新街華語、緬語並用的告示 (2)
- 一間餐館內的緬甸語菜單
- 華新街販售的緬甸料理魚湯米粉

## 週邊觀光資源
具有圓通寺岳嶺烘爐地登山步道，可通往圓通禪寺及烘爐地等當地知名景點。

## 外部連結
- 新北市形象商圈 - 華新街商圈（緬甸街）（页面存档备份，存于）
- 《Mingalar Par緬甸街》（页面存档备份，存于）